# Mont-Saint-Martin (Ardenas)
 Mont-Saint-Martin  es una población y comuna francesa, en la región de Champaña-Ardenas, departamento de Ardenas, en el distrito de Vouziers y cantón de Monthois.

## Demografía
| 305                       | 295 | 309 | 257 | 302 | 297 | 316 | 305 | 287 | lac. | lac. | 287 | 263 | 248 | 245 | 231 | 227 | 221 | 217 | 226 | 211 | 210 | 179 | 148 | 142 | 126 | 136 | 153 | 133 | 118 | 95 | 83 | 75 | 83 |
| (Fuente: Cassini e INSEE) |     |     |     |     |     |     |     |     |      |      |     |     |     |     |     |     |     |     |     |     |     |     |     |     |     |     |     |     |     |    |    |    |    |